# بروس كيسلر
بروس كيسلر (بالإنجليزية: Bruce Kessler)‏ هو سائق سباق ومخرج أمريكي، ولد في 23 مارس 1936 في سياتل في الولايات المتحدة.

## وصلات خارجية
- بروس كيسلر على موقع IMDb (الإنجليزية)
- بروس كيسلر على موقع أول موفي (الإنجليزية)
- بروس كيسلر على موقع قاعدة بيانات الأفلام السويدية (السويدية)
- بروس كيسلر على موقع قاعدة بيانات الفيلم (الإنجليزية)
- بروس كيسلر على موقع كينوبويسك (الروسية)